# Ruidoso Downs (Nouveau-Mexique)
Ruidoso Downs est une ville dans le comté de Lincoln, au Nouveau-Mexique. La population s'élevait à 2 815 habitants au recensement de 2010.